# Sobralia callosa
Sobralia callosa är en orkidéart som beskrevs av Louis Otho Otto Williams. Sobralia callosa ingår i släktet Sobralia och familjen orkidéer.
Artens utbredningsområde är Panamá. Inga underarter finns listade i Catalogue of Life.